# Emilia Bove
Emilia Bove (Caserta, 17 marzo 1988) è una cestista italiana.
Alta 185 cm, gioca come ala.

## Carriera

### Club
Cresciuta nelle Pantere di Caserta, passa al Gymnasium di Napoli nel 2002.
Dal 2013-2014 è a Orvieto dove esordisce il 12 ottobre 2013 in Serie A1 nel derby umbro (Umbertide-Orvieto 74-57).
Dopo tre stagioni passa alla Pallacanestro Femminile Umbertide. L'8 giugno 2017 firma per Vigarano.

### Nazionale
Fa parte della rappresentativa nazionale Under 14 al trofeo BAM nel 2002. Nel 2005 è agli europei Under 18 in Ungheria.
Partecipa agli europei Under 20 svoltisi in Italia nel 2008.